# Vlag van Indiana
De vlag van Indiana bestaat uit een blauw veld met daarop een gouden fakkel die omringd wordt door stralen en negentien gouden sterren en de naam van de staat in hoofdletters.
De fakkel staat voor vrijheid en verlichting en de stralen staan voor de verreikende invloed van deze idealen. De sterren symboliseren het feit dat Indiana als negentiende staat tot de Verenigde Staten van Amerika toetrad. De dertien buitenste sterren staan daarbij voor de dertien staten waarmee het land begonnen is; de vijf sterren die in een halve cirkel in het midden staan, symboliseren de staten die na de eerste dertien toetraden. De grote ster boven de vlam staat voor Indiana.
De vlag werd aangenomen in 1917, nadat een jaar eerder een competitie voor het ontwerpen van een vlag werd uitgeschreven ter gelegenheid van het honderdjarig bestaan van de staat Indiana. Het winnende ontwerp, dus de huidige vlag, werd ingezonden door Paul Hadley.